# Marie Úlehlová-Tilschová
Marie Úlehlová-Tilschová  vlastním jménem Anna Marie Úlehlová, rozená Tilschová (13. července 1896, Praha – 9. srpna 1978, Praha), byla spisovatelka odbroné literatury, propagátorka zdravé výživy 20. století. Jméno Marie Úlehlová-Tilschová je literárním pseudonymem, stejně jako zkratka M. Ú. T., kterou později používala. Začínala jako překladatelka beletrie. Záhy se zcela zaměřila na otázky zdravé výživy. Byla autorkou mnoha odborných a populárně naučných publikací, kuchařek, učebnic a příruček z oblasti zdravé výživy. Její publikace i osvětová činnost se věnovaly především správnému přístupu ke stravování, teprve v druhé řadě přinášeli bohatou nabídkou receptů. Mezi nejznámější práce patří Výživa ve světle věků a Česká strava lidová. Byla členkou výboru a později i předsednictva Společnosti pro racionální výživu a dlouholetou šéfredaktorkou časopisu Výživa lidu.

## Životopis

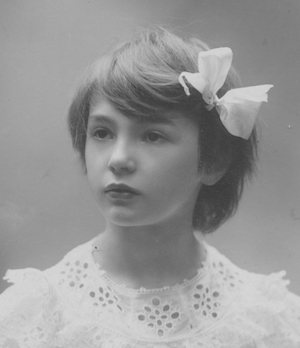
Marie Úlehlová-Tilschová v roce 1905

Marie Tilschová se narodila v rodině univerzitního profesora JUDr. Emanuela Tilsche 13. července 1896. Jméno dostala po své matce, spisovatelce Anně Marii Tilschové. Nicméně v rodině, mezi přáteli a později i mezi spolupracovníky byla oslovována Mimi. V roce 1906 se narodil její bratr Emanuel.
Marie Tilschová nechodila do obecné školy, učila se doma. Poté vystudovala osmileté gymnázium Minerva, na němž měla trvale vyznamenání. Její šťastné dětství ve velké, společenské rodině skončilo tragickou smrtí otce v roce 1912. Rodina se ocitla v nelehké situaci, kterou ještě zhoršila 1. světová válka. Během války ztratila její matka dva bratry a otce. Tuto tragickou situaci ulehčoval jí dlouholetý vztah s JUDr. Karlem Chytilem, synem historika umění profesora Karla Chytila, zakladatele Uměleckoprůmyslového muzea v Praze. Svatba se konala 8. června 1918, svědky byli dr. Jaroslav Goll a Alfons Mucha. O čtyři měsíce později, 18. října 1918, Karel Chytil zemřel na španělskou chřipku. Pod vlivem rodinné tradice se přihlásila v roce 1918 ke studiu práv.
Ve studiu práv nepokračovala, přihlásila se však na Filosofickou fakultu ke studiu botaniky. Zde se seznámila se svým budoucím švagrem, asistentem PhDr. Vladimírem Úlehlou, ke kterému chodila na praktika. Jeho mladší bratr Miloš, student práv, se stal novou Miminou známostí.

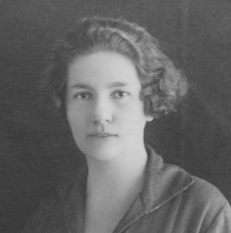
Marie Úlehlová-Tilschová 20. léta

Sňatek se státním úředníkem, který se konal 20.12.1920, znamenal odchod z Prahy na Slovensko. Nejprve do Uhorské Skalice, kde se manželům narodil v roce 1921 syn Ivan. Během následujícího pobytu v Kremnici, kde JUDr. Miloš Úlehla zastával funkci okresního náčelníka, se narodil v roce 1924 syn Igor. V roce 1934 přesídlili do Banské Bystrice. Seznámení se s pestrou a inspirativní slovenskou kuchyní, které se mísila s maďarskou, německou i židovskou, bylo prvním impulsem ke změně profesní dráhy Marie Úlehlové-Tilschové. Druhým bylo její zjištění, že neexistují žádné informace o výživě dětí a o správné přípravě potravin pro ně. Začala se o otázky výživy intenzivně zajímat a danou problematiku studovat. Poslední posun k profesionalizaci vyvolala pobídka Vladimíra Úlehly, aby svoje poznatky publikovala. Pobyt na Slovensku v letech 1920–1938 představoval nejen úspěšnou profesionální kariéru pro oba partnery, ale také významné společenské aktivity. Oba aktivně podporovali sportovní i umělecké konání v městech svého působení. V Kremnici jako Anna Úlehlová redakčně připravila průvodce Kremnica a jej okolie.
Nucený odchod ze Slovenska na přelomu let 1938–1939 v důsledku politických změn nebyl snadný. Její manžel obtížně získal místo na Ředitelství pro stavbu vodních cest v Praze. Marie Úlehlová-Tilschová byla alespoň nablízku své matce a získala možnost setkat se a spolupracovat s českými odborníky. Na konci druhé světové války umírá 16. dubna 1945 její druhorozený syn Igor. Po válce mimořádně čile publikuje, beseduje, pracuje např. pro Státní zdravotní ústav nebo Ministerstvo výživy. V roce 1956 získala Řád práce. Ve svých aktivitách pokračovala i po smrti manžela v roce 1965, který jí podporoval v její profesní dráze. Ve Společnost pro racionální výživu a v redakci časopisu Výživa lidu působila celý život. Poslední roky života se věnovala především rodinným archiváliím.

## Dílo

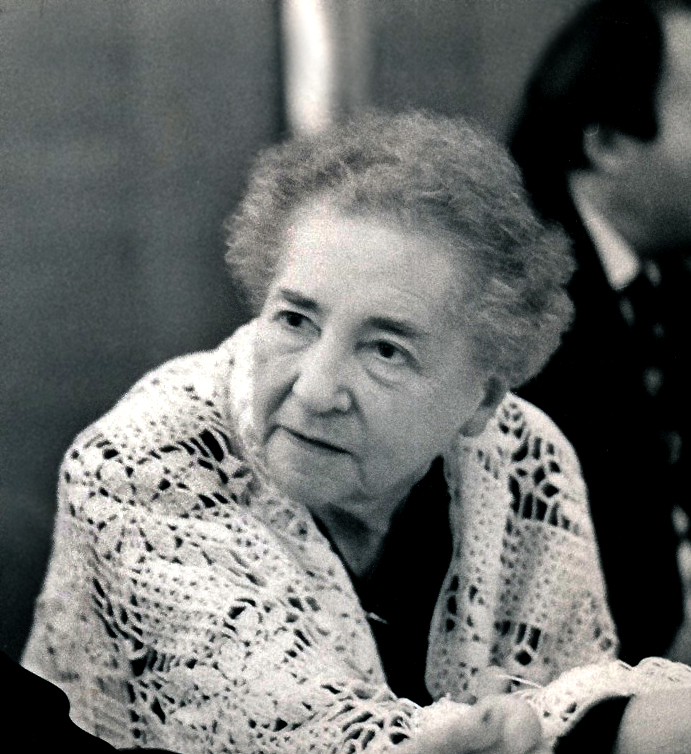
Marie Úlehlová Tilschová (70. léta 20. století)

### Překlady
Marie Úlehlová-Tilschová začínala vlastní tvorbou a jako překladatelka beletrie. V roce 1919 vyšel její první překlad Mimi Pinson od A. Musseta, o rok později vyšel Ludvík Lambert od A. France. V překladech pokračovala až do roku 1930. Přeložila Balthazara a jiné povídky od A. France, Bartolomějskou noc od P. Mériméa, Rebely od H. de Balzaca a Hérodias od G. Flauberta. Z angličtiny přeložila čtyři romány nepříliš známých autorů. Po soustavném studiu začala v roce 1928 pravidelně přispívat do Lidových novin. V letech 1928–1941 vyšlo v Lidových novinách 1168 jejích článků.

### Kuchařky a publikace o výživě
První nově koncipovanou kuchařku Nejlepší praktická a úsporná kuchařka,  vydala společně s Marií Tippmannovou v nakladatelství Karla Vačleny v Mladé Boleslavi v roce 1927.
Samostatně debutovala v roce 1930 s osobitě pojatou knihou Moderní kuchařka s podtitulem Systém rationelního vaření. Připravila zcela nový způsob prezentace předpisů podle typů jídel uspořádaných do tabulek. Tento způsob uspořádání do tabulek a sestavování jídelníčků podle ročních období a typu strávníků byly typickým produktem jejího systematického přístupu k vaření a stravování. Od té doby propagovala stravu vyváženou, obsahující dostatek vitamínů a minerálů, založenou na lokálních a sezónních zdrojích. Úspěch Moderní kuchařky jí potvrdil, že se vydala správným směrem. Další moderně pojatá kniha Jak a čím se živit s podtitulem Zdravá výživa dneška z roku 1937 se v prvním díle zaměřuje na popis druhů potravin, jejich uchování, účelné zpravování a vhodné kombinace, v díle druhém pak přináší přehršel receptů. Ve své publicistické práci průkopnicky přináší informace o složení potravin, klade důraz na stravu vyváženou s dostatkem nerostných solí a vitamínů.
Ve válečných letech se Marie Úlehlová-Tilschová obrátila ke kořenům. V roce 1944 vydala knihu Výživa ve světle věků, které se věnuje stravovacím zvyklostem nejrůznějších etnik a ukazuje, jak přirozeně hledají vyváženou stravu. V následujícím roce vyšla nejvíce ceněná kniha doma i v zahraničí Česká strava lidová, etnografická studie, která zachycuje stravovací návyky našich předků. Pokračovala ve své publicistické práci pro Lidové noviny.
Po válce publikovala Lidových novinách, Besedě venkovské rodiny a dalších periodikách letech 1945–1956 přes 700 článků. Napsala spolu se svým nejbližším spolupracovníkem dr. Vilémem Honsem čtyři rozsáhlé odborné statě. Kniha Rok v naší kuchyni z roku 1949 představuje recepty staré české kuchyně (v roce 2000 vyšlo jako Staročeská kuchařka). Začala také vystupovat v Čs. rozhlase, kde působila do roku 1956. Připravila a odvysílala 364 přednášek o nezbytnosti věnovat se zdravé výživě.
Na počátku roku 1950 vyšla ve spolupráci s profesorem Honsem učebnice Výživa a vaření. Následovaly odborné práce vydané s MUDr. Karlem Halačkou zaměřené na hygienu a sanitaci potravin. V roce 1954 vyšla úspěšná kniha napsaná ve spolupráci s MUDr. Maškem a dalšími Vaříme účelně pro zdravé a nemocné.
V šedesátých letech přispívala do Květů. Vydává několik brožur a společně s dr. Honsem upravené vydání Správné výživy a stravování. Nejvýznamněji byla její práce spojená se Společností pro racionální výživu a s redakční prací v časopise Výživa lidu.
V sedmdesátých letech přispívala především do časopisu Naše rodina. V roce 1970 vyšel Chuťový místopis, regionální kuchařka s řadou původních receptů a stať o tradiční české kuchyni publikovala v brožuře Mistři kuchaři. Poslední článek s názvem Mizející zvyklosti vyšel v časopise Výživa lidu. Poslední roky se věnovala především Rodinné kronice, dílu o 450 stranách uloženém v Památníku národního písemnictví, které dokončila těšně před svou smrtí.